# Pediatrics
Pediatrics – recenzowane czasopismo naukowe publikujące prace z dziedziny pediatrii. Istnieje od 1948 roku i jest oficjalnym czasopismem Amerykańskiej Akademii Pediatrycznej.
Na łamach czasopisma ukazują się:
- prace oryginalne,
- prace przeglądowe,
- komentarze,
- praktyczne wytyczne,
- oświadczenia Akademii,
- artykuły specjalne.

Oprócz wersji w języku angielskim, „Pediatrics” publikowane jest w 3 innych językach: chińskim (edycja chińska), hiszpańskim (edycja meksykańska i argentyńska) i portugalskim (edycja portugalska).
Wszystkie oświadczenia Akademii są otwarcie dostępne. Pozostałe artykuły są udostępniane po roku od daty publikacji za darmo przez okres 4 lat.
Średni odsetek akceptowanych do publikacji manuskryptów wynosi około 10%.
W 2015 roku periodyk został zacytowany 67 178 razy, a jego impact factor za ten rok  wyniósł 5,196, co dało mu 3. miejsce wśród 120 periodyków pediatrycznych. Jest najczęściej cytowanym czasopismem w swojej dziedzinie oraz plasuje się wśród pierwszych 100 najczęściej cytowanych periodyków naukowych, których łączna liczba wynosi 8474. Na polskiej liście czasopism punktowanych przez Ministerstwo Nauki i Szkolnictwa Wyższego z 2015 roku „Pediatrics” otrzymało maksymalną liczbę punktów – 50.
SCImago Journal Rank czasopisma za 2015 rok wyniósł 3,226, plasując je na:
- 2. miejscu na 273 periodyki w kategorii „pediatria, perinatologia i zdrowie dzieci”,
- 14. miejscu wśród 436 czasopism w kategorii „sztuka i nauki humanistyczne”.